# Contea di Meriwether
La contea di Meriwether (in inglese Meriwether County) è una contea dello Stato della Georgia, negli Stati Uniti. La popolazione, al censimento del 2000, era di 22 534 abitanti. Il capoluogo di contea è Greenville.

## Comuni
- Gay - town
- Greenville - city
- Lone Oak - town
- Luthersville - city
- Manchester - city
- Warm Springs - city
- Woodbury - city